# История странного подростка
«История странного подростка» (англ. Teenage Dirtbag) — американский драматический фильм 2009 года, снятый Реджиной Кросби по собственному сценарию. В главной роли снялся Скотт Майкл Фостер. Фильм выпущен компанией Vivendi Entertainment.

## Сюжет
В магазине в Айдахо беременная женщина по имени Эмбер Ланге сталкивается с бывшим одноклассником и узнает, что Тайер Мангерес, мальчик, с которым они учились в школе, недавно умер после прыжка в реку. Эмбер вспоминает дни в старшей школе и ее взаимодействие с Тайером.
Тайер преследует Амбер в классе. Когда прибывает новая студентка по имени Табита, он вскоре завязывает с ней отношения, и они вместе насмехаются над Эмбер. Эмбер сообщает о насмешках Тэйера учителю, и его отправляют к директору школы. После школы, Тайер возвращается домой, и его отец избивает, в то время как его брат Дули удерживает его.
Тайер начинает раскрывать свою боль через свои стихи в классе. Эмбер, делясь опытом семейной жизни из-за того, что ее родители часто отсутствуют, вспоминает тонкие сообщения в письменной работе Тэйера. Через стихи, прочитанные вслух в классе, Тэйер и Эмбер у них есть симпатия друг к другу. Эмбер испытывает постоянное социальное давление, неприятие и постоянный домашний арест, в то время как проблемы Тейера обостряются, когда он не может защитить свою старшую сестру Джинни от насилия в дома. Проходят недели, Тайер рассказывает свои секреты Эмбер в тетради, которую они делят в актовом зале. Пара становится ближе, опираясь друг на друга, до одной ночи, когда Тэйер тайно наблюдает, как Эмбер занимается сексом с парнем на вечеринке. Чувствуя себя преданным, Тайер мстит на следующий день, читая оскорбительное стихотворение об Амбер на весь класс.
Несмотря на Тейера, Эмбер достает личный дневник, полный секретов, которыми она делится с Тайером, и бросает его на стол Табиты. Прочитав несколько страниц, Табита выбегает из класса, и тетрадь быстро передается, и унижая Тейера и раскрывая его личные сообщения всей школе. На следующий день Тэйер принимает таблетки в классе перед Амбер; она не верит ему, когда он говорит, что это наркотики, и у него случается припадок. После передозировки Тэйер никогда больше не возвращался в школу, и мир Амбер возвращается к нормальной жизни. Год спустя, делая покупки, Эмбер снова видит Тейера, но почти не узнает его, поскольку он стал миссионером. Месяцы спустя Эмбер снова встречает Тейера на пляже. Она спрашивает его, и он сообщает ей, что ушел рано. В конце концов, Эмбер сообщает ему, что она выходит замуж; Тэйер меняет тему и говорит, что было бы легко подделать его собственную смерть, хотя Эмбер утверждает, что она узнает, что он мертв. Позже той ночью Тэйер следует за Эмбер в ванную комнату и просит ее признать свои чувства к нему. На долю секунды они приближаются к тому, чтобы рассказать свою любовь друг к другу, но она отталкивает его и уходит.
В наши дни Эмбер узнает, что отец и брат Тейера погибли в результате невыясненных обстоятельств. Она задается вопросом, не имитировал ли Тейер собственную смерть, как он говорил ранее. В поисках ответов она посещает дом Тейера и обнаруживает, что его сестра Джинни все еще живет там одна. Признавая, что она никогда не узнает, действительно ли Тэйер мертв, она посещает их среднюю школу и возвращается на свое место в актовом зале, где она и Тейер когда-то делились счастливыми воспоминаниями. Эмбер достает тетрадь, показывая, что она хранила ее все эти годы. Она пишет длинное письмо и передает его на старое место Тейера. Позже Джинни стоит в дверях больничной палаты, улыбаясь со слезами на глазах, глядя на Эмбер, держащую своего новорожденного ребенка, которого она назвала Тейер.

## В ролях
- Скотт Майкл Фостер — Thayer Mangeress
- Ноа Хигеш — Amber Lange
- Крис Эллис — Pops
- Майкл Брэдли — Mr. Ruskovitch
- Билли Джонс — Dooley
- Реджина Кросби — Jeannie
- Кент Кимболл — Mr. Lange
- Кайл Лупо — Ty
- Митч Белия — Stacey
- Бетани Уэбли — Ashley